# Sint-Jozefskerk (Olen)

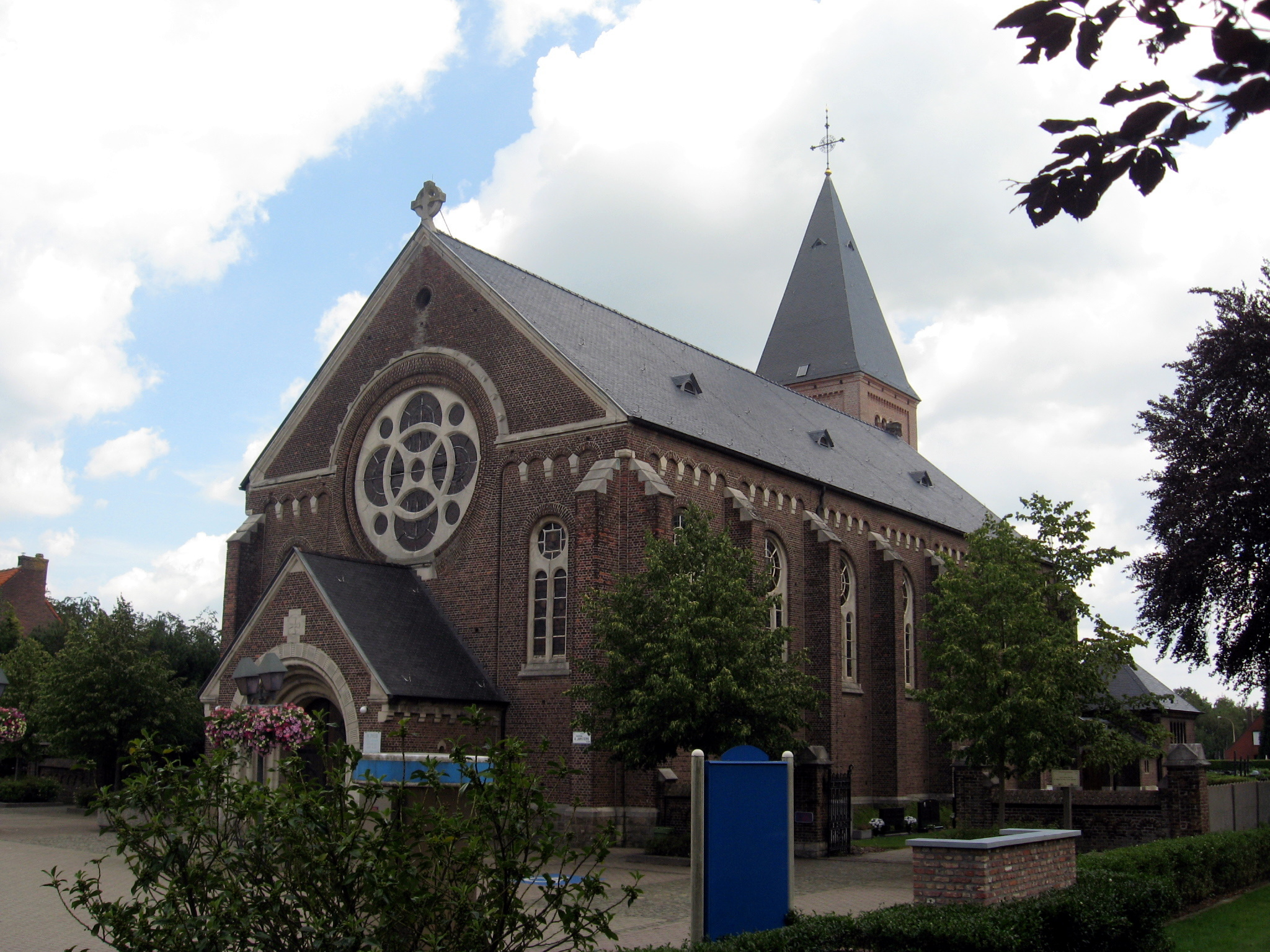
Sint-Jozefskerk van Olen

De Sint-Jozefskerk is een neo-romaanse kerk gebouwd in 1923 en ingewijd in 1925 en gelegen in Sint-Jozef-Olen, het kerkdorp nauwelijks enkele jaren ouder dan de kerk zelf. De kerk ligt in de gemeente Olen in de Belgische provincie Antwerpen.
De kerk was het centrum van een cité gebouwd voor het personeel van de vlakbijgelegen fabriek van de Compagnie Industrielle Union. De plannen voor de kerk lagen klaar in 1914 maar de bouw werd door de Eerste Wereldoorlog uitgesteld.
De kerk heeft als grondplan een voorstaand portaal van één travee, een beukig schip van 7 traveën, aanklevende zijkoren met rondboogfriezen en een geprofileerde rondboogportaal. De architecten waren Chrétien Guillaume Veraart uit Elsene en Ernest Richir uit Brussel. Naast de kerk ligt een deels ommuurd en deels omhaagd kerkhof.